# Holenderski Związek Nart Wodnych
Holenderski Związek Nart Wodnych (Nederlandse Waterski Bond, NWB) jest nadrzędnym zrzeszeniem holenderskich klubów i organizacji zajmujących się nartami wodnymi, wakeboardami i innymi sportami wodnymi. 
Celem stowarzyszenia jest promocja sportu: nart wodnych i wakeboardu, poprzez organizację zawodów, dotacje, szkolenia, badania oraz wysyłanie młodych talentów na zawody międzynarodowe. Holenderski Związek Nart Wodnych należy do Międzynarodowej Federacji Nart Wodnych (International Water Ski Federation).